# علي السقاط
علي السقاط ولد في 1876 أو في 1879 في تونس العاصمة وتوفي في يونيو 1954، هو سياسي تونسي.

## السيرة الذاتية

### العائلة والتكوين
ولد علي السقاط لعائلة من الأشراف (ينحدرون من الرسول محمد ﷺ)، أفرادها متخصصون في الصناعات التقليدية (أسواق مدينة تونس) وكتابة العدل. درس في المدرسة الصادقية ومعهد كارنو بتونس.

تزوج من للا ليلى، ابنة الجنرال محمد البكوش، ورزقا بخمسة أطفال.

### المسار السياسي
اختار علي أن يصبح موظفا: بدأ عمله كمترجم، ثم رئيس مكتب ثم محقق في جمعية (إدارة) الحبوس. سرعان ما ترقى وعين قائد في 1913 في مناطق مكثر وتبرسق وتاجروين وزغوان. عين بعدها على رأس جمعية الحبوس (إدارة الأوقاف).

شغل منصب شيخ مدينة تونس بين 1932 ومايو 1934، قبل أن يعوض طاهر خير الدين في منصب وزير العدل. عين وزيرا للقلم في يونيو 1935 لتعويض يونس حجوج. كان أيضا عضوا في جمعية الدائرة التونسية (Cercle tunisien) ولجنة الخلدونية.

### التقاعد
في سبتمبر 1935، استقال من مناصبه لأسباب صحية، وانتقل للإقامة في أرض فلاحية اقتناها في السنوات 1920 وتقع في بير حليمة، أسفل جبل زغوان.

أثناء الحرب العالمية الثانية، وبينما كانت حملة تونس في أوجها، أنقض علي الساكت 60 يهوديا تونسيا استطاعو الهرب من معسكر عمل قريب، وقام بإخفائهم حتى تحرير البلاد من قبل قوات الحلفاء. المؤرخ روبرت ساتلوف، مدير معهد واشنطن لسياسة الشرق الأدنى، سلط الضوء على قصته في عمل بحثي يسلط الضوء على أعمال المقاومة من قبل المسلمين خلال احتلال شمال أفريقيا من قبل قوات ألمانيا النازية.

## مقالات ذات صلة
- خالد عبد الوهاب
- يهود تونس
- جهود الإنقاذ العربية خلال الهولوكوست

## بيبليوغرافيا
- روبرت ساتلوف، Among the Righteous: Lost Stories from the Holocaust's Long Reach into Arab Lands (من بين الصالحين: قصص ضائعة من المحرقة البعيدة المدى على الأراضي العربية)، دار نشر PublicAffairs، نيويورك، 2006 (ردمك 978-1-5864-8399-9).

## فيلموغرافيا
- Le Maghreb sous la croix gammée (المغرب العربي تحت الصليب المعقوف)، للمخرجين Bill Cran وKarin Davison، شركة MacNeil/Lehrer Productions، مقاطعة أرلنغتون، 2010.